# UCI-Trial-Weltcup 2010
Beim UCI-Trial-Weltcup 2010 wurden durch die Union Cycliste Internationale die Weltcupsieger im Trial ermittelt.

## Ablauf
Der Weltcup 2010 bestand aus vier Läufen:
- Ripoll: 21.–22. Mai
- Biella: 25.–26. Juni
- Antwerpen: 30. Juli–1. August
- Saint-François-Longchamp: 7.–8. August

Nachdem es im Vorjahr eine Runde in Neuseeland gegeben hatte, fanden 2010 wieder alle Läufe in Europa statt, von wo auch fast alle Teilnehmer stammten.

## Männer 20 Zoll
In der 20-Zoll-Klasse nahmen 60 Fahrer an den Wettbewerben teil.
| # | Datum     | Ort                      | Erster       | Zweiter        | Dritter      |
| - | --------- | ------------------------ | ------------ | -------------- | ------------ |
| 1 | 22. Mai   | Ripoll                   | Daniel Comas | Benito Ros     | Rick Koekoek |
| 2 | 26. Juni  | Biella                   | Benito Ros   | Abel Mustieles | Loris Braun  |
| 3 | 1. August | Antwerpen                | Benito Ros   | Abel Mustieles | Rick Koekoek |
| 4 | 8. August | Saint-François-Longchamp | Benito Ros   | Matthias Mrohs | Carles Diaz  |

Gesamtwertung
| Platz | Name           | Punkte |
| ----- | -------------- | ------ |
| 1     | Benito Ros     | 485    |
| 2     | Abel Mustieles | 410    |
| 3     | Rick Koekoek   | 405    |
| 4     | Carles Diaz    | 350    |
| 5     | Ion Areitio    | 335    |
| 6     | Loris Braun    | 319    |

## Männer 26 Zoll
62 Teilnehmer kamen in die Wertung, weitere 17 gingen ohne Punkte aus. Gilles Coustellier gewann alle vier Läufe und die Gesamtwertung.
| # | Datum     | Ort                      | Erster             | Zweiter          | Dritter          |
| - | --------- | ------------------------ | ------------------ | ---------------- | ---------------- |
| 1 | 22. Mai   | Ripoll                   | Gilles Coustellier | Kenny Belaey     | Vincent Hermance |
| 2 | 26. Juni  | Biella                   | Gilles Coustellier | Vincent Hermance | Kenny Belaey     |
| 3 | 1. August | Antwerpen                | Gilles Coustellier | Vincent Hermance | Kenny Belaey     |
| 4 | 8. August | Saint-François-Longchamp | Gilles Coustellier | Vincent Hermance | Kenny Belaey     |

Gesamtwertung
| Platz | Name               | Punkte |
| ----- | ------------------ | ------ |
| 1     | Gilles Coustellier | 500    |
| 2     | Vincent Hermance   | 435    |
| 3     | Kenny Belaey       | 425    |
| 4     | Aurélien Fontenoy  | 345    |
| 5     | Marc Caisso        | 340    |
| 6     | Andrei Burton      | 340    |

## Frauen
Der Frauen-Weltcup zählte wie im Vorjahr 11 Teilnehmerinnen. Karin Moor, die den Weltcup seit der ersten Austragung 2005 fünfmal in Folge gewonnen hatte, wurde als Gesamtsiegerin durch Gemma Abant abgelöst.
| # | Datum     | Ort                      | Erste       | Zweite            | Dritte            |
| - | --------- | ------------------------ | ----------- | ----------------- | ----------------- |
| 1 | 22. Mai   | Ripoll                   | Karin Moor  | Gemma Abant       | Mireia Abant      |
| 2 | 26. Juni  | Biella                   | Gemma Abant | Tatiana Janíčková | Mireia Abant      |
| 3 | 1. August | Antwerpen                | Gemma Abant | Karin Moor        | Mireia Abant      |
| 4 | 8. August | Saint-François-Longchamp | Karin Moor  | Gemma Abant       | Tatiana Janíčková |

Gesamtwertung
| Platz | Name              | Punkte |
| ----- | ----------------- | ------ |
| 1     | Gemma Abant       | 470    |
| 2     | Karin Moor        | 450    |
| 3     | Mireia Abant      | 415    |
| 4     | Tatiana Janíčková | 405    |
| 5     | Sonia Klich       | 200    |
| 6     | Andrea Wesp       | 195    |